# Doug Bowser
Pour les articles homonymes, voir Bowser.
Doug Bowser né le 28 août 1965  est un chef d'entreprise américain, actuel directeur de Nintendo of America, branche américaine de l'entreprise de jeu vidéo japonaise. Il en est vice-président des ventes et du marketing jusqu'au 16 avril 2019 où il succède à Reggie Fils-Aimé.

## Carrière
Avant de rejoindre Nintendo, Bowser tient diverses fonctions chez Electronic Arts et Procter & Gamble,. Il rejoint Nintendo en 2015 en tant que vice-président des ventes et du marketing, puis est promu premier vice-président des ventes et du marketing en été 2016 où il a supervisé la promotion et la sortie de la Nintendo Switch,.
En février 2019, il est annoncé comme successeur de Reggie Fils-Aimé en tant que "President and Chief Operating Officer" de Nintendo of America à compter du 15 avril 2019. L'annonce est accueillie par des réactions amusées des internautes, du fait que le nom de famille de Doug Bowser est également partagé par le personnage de Bowser, principal antagoniste de la franchise Mario,.